# Ферри, Эдвард
Эдвард Пэйсон «Эд» Ферри (англ. Edward Payson "Ed" Ferry; 18 июня 1941, Сиэтл, Вашингтон — 18 сентября 2023, Милл-Валли, Калифорния) — американский гребец, выступавший за сборную США по академической гребле в первой половине 1960-х годов. Чемпион летних Олимпийских игр в Токио, чемпион Панамериканских игр в Сан-Паулу, победитель и призёр многих регат национального значения.

## Биография
Эдвард Ферри родился 18 июня 1941 года в Сиэтле, штат Вашингтон.
В старшей школе серьёзно занимался лёгкой атлетикой, играл в футбол, получив спортивную стипендию.
Занимался академической греблей во время учёбы в Стэнфордском университете, состоял в местной гребной команде «Стэнфорд Кардинал», неоднократно принимал участие в различных студенческих регатах. Не окончив университет, пошёл служить в Военно-морские силы США.
С 1961 года находился в одном экипаже с опытным гребцом Конном Финдли, в частности в 1961 и 1962 годах они выигрывали американское национальное первенство в распашных двойках с рулевым. Стартовал на чемпионате мира в Люцерне, где занял в рулевых двойках пятое место.
Первого серьёзного успеха на взрослом международном уровне Ферри добился в сезоне 1963 года, когда вошёл в основной состав американской национальной сборной и побывал на Панамериканских играх в Сан-Паулу, откуда привёз награду золотого достоинства, выигранную в рулевых двойках.
Благодаря череде удачных выступлений удостоился права защищать честь страны на летних Олимпийских играх 1964 года в Токио. Вместе с Конном Финдли и рулевым Кентом Митчеллом в финале обошёл всех своих соперников и тем самым завоевал золотую олимпийскую медаль.
После токийской Олимпиады Эдвард Ферри больше не показывал сколько-нибудь значимых результатов в академической гребле на международной арене.